# Parque Oeste Industrial
Parque Oeste Industrial é um bairro da região sudoeste do município brasileiro de Goiânia.
O bairro foi aprovado pela prefeitura de Goiânia no ano de 1957. Formado, inicialmente, sem qualquer infraestrutura, o Parque Oeste Industrial tinha pouca visibilidade em Goiânia até meados dos anos 2000. Em maio de 2004, várias famílias ocuparam uma área particular. A invasão, que atingiu cerca de cinco mil moradores em menos de um ano, foi declarada ilegal pela justiça. No ano seguinte, em 2005, uma operação policial de desocupação tornou-se um dos episódios mais violentos da cidade. Duas pessoas morreram e a população foi remanejada para um novo bairro, chamado Real Conquista.
Segundo dados do Instituto Brasileiro de Geografia e Estatística (IBGE), divulgados pela prefeitura, no Censo 2010 a população do Parque Oeste Industrial era de 6 106 pessoas.